# Зарплата
За́рплата (за́работная пла́та, опла́та труда́ рабо́тника, опла́та труда́) — вознаграждение за труд или участие в работе. 
Оплата труда работника осуществляется работодателем в зависимости от квалификации работника, сложности, количества, качества и условий выполняемой работы, а также компенсационные и стимулирующие выплаты; денежная компенсация, которую работник получает в обмен на свою рабочую силу. Особая форма оплаты труда — Чаевые, а устанавливаемая законом зарплата, ниже которой наёмный труд не должен оплачиваться — Минимум зарплаты.

## История
В древнем Риме, вообще все служащие за плату, подёнщики, сельские работники, пастухи назывались наёмные работники (mercennarii, μισθωτοί или μισθοφόροι). Наниматься в услужение, отдавать свой физический труд за плату, по воззрению древних римлян, было делом унизительным, и это значило ставить себя в положение раба.
Римское право, не давая нанимателю личной власти над рабочими, за исключением одного их вида, однако, ничем не гарантирует положения наёмщика, все предоставляя соглашению сторон.
В XVII столетии, в России (Руси), по договорам, работник был обязан делать всё, «что хозяева ни заставят», а хозяин выговаривает себе право «смирять работника всяким смирением».

## Определение (Россия)
Согласно статье 129 Трудового кодекса России, заработная плата (оплата труда работника) — это вознаграждение за труд в зависимости от квалификации работника, сложности, количества, качества и условий выполняемой работы, а также компенсационные выплаты (доплаты и надбавки компенсационного характера, в том числе за работу в условиях, отклоняющихся от нормальных, работу в особых климатических условиях и на территориях, подвергшихся радиоактивному загрязнению, и иные выплаты компенсационного характера) и стимулирующие выплаты (доплаты и надбавки стимулирующего характера, премии и иные поощрительные выплаты).
Другие определения заработной платы:
- цена трудовых ресурсов, задействованных в производственном процессе;
- выраженная в денежной форме часть совокупного общественного продукта, поступающая в личное потребление трудящихся в соответствии с количеством и качеством затраченного труда;
- часть затрат на производство и реализацию продукции, направляемая на оплату труда работников предприятия.

## Виды заработной платы
Номинальная — количество денег в номинальном размере, которые получает работник в виде вознаграждения за труд.
К номинальной заработной плате относятся:
- оплата, начисляемая работникам за отработанное время, количество и качество выполненных работ;
- оплата по сдельным расценкам, тарифным ставкам, окладам, премии сдельщикам и повременщикам;
- доплаты в связи с отклонениями от нормальных условий работы, за работу в ночное время, за сверхурочные работы, за бригадирство, оплата простоев не по вине рабочих и т. д.

Реальная — это количество товаров и услуг, которые можно приобрести на номинальную заработную плату; реальная заработная плата — это «покупательная способность» номинальной заработной платы. Реальная заработная плата зависит от номинальной заработной платы и цен на приобретаемые товары и услуги.
Показателем, позволяющим определить изменение реальной заработной платы за тот или иной период времени, является индекс реальной заработной платы. Индекс реальной заработной платы рассчитывается как отношение индекса номинальной заработной платы к индексу потребительских цен. Например, если номинальная зарплата выросла на 10 % по сравнению с предыдущим годом, принимаемым за 100 %, то это означает, что индекс номинальной зарплаты составит 110 %. Тогда при индексе потребительских цен 107 % за год индекс реальной заработной платы составит приблизительно 102,8 %. Это означает, что покупательная способность номинальной зарплаты данного года составила 102,8 % от предыдущего года, принятого за базовый.
При умеренном росте цен изменение реальной заработной платы в процентном отношении примерно можно определить путём вычитания процентного изменения в уровне цен из процентного изменения в номинальной заработной плате. Так, повышение номинальной заработной платы на 10 % при росте уровня цен на 7 % даёт прирост реальной заработной платы на 3 %. Номинальная и реальная заработная плата необязательно изменяются в одну и ту же сторону. К примеру, номинальная заработная плата может увеличиться, а реальная заработная плата в то же самое время уменьшиться, если цены на товары растут быстрее, чем номинальная заработная плата.

## Функции заработной платы

### Мотивационная
Основана на мотивации труда — в процессе побуждения человека к определённой деятельности с помощью внутриличностных и внешних факторов:
- человек осознаёт свои потребности;
- выбирает наилучший способ получения определённого вознаграждения;
- принимает решение о реализации этого способа;
- осуществляет действия по реализации, то есть трудится (здесь задача предприятия: создать наилучшие условия и стимулы для высокой результативности этого действия);
- получение вознаграждения;
- удовлетворение своей потребности.

### Воспроизводственная
- уровень з/п должен обеспечивать воспроизводство;
- обеспечивает длительную трудоспособность;
- обеспечение семьи;
- обеспечение роста профессионального и культурного образовательного уровня;
- обеспечение трудоспособности работников той или иной компании.

### Стимулирующая
Стимулирующая функция оплаты труда важна с позиций руководства фирмой: нужно побуждать работника к трудовой активности, к максимальной отдаче, повышению эффективности труда. Этой цели служит установление размера заработков в зависимости от достигнутых каждым результатов труда. Отрыв оплаты от личных трудовых усилий работников подрывает трудовую основу заработной платы, ведёт к ослаблению стимулирующей функции заработной платы, к превращению её в потребительскую функцию и гасит инициативу и трудовые усилия человека.

### Статусная

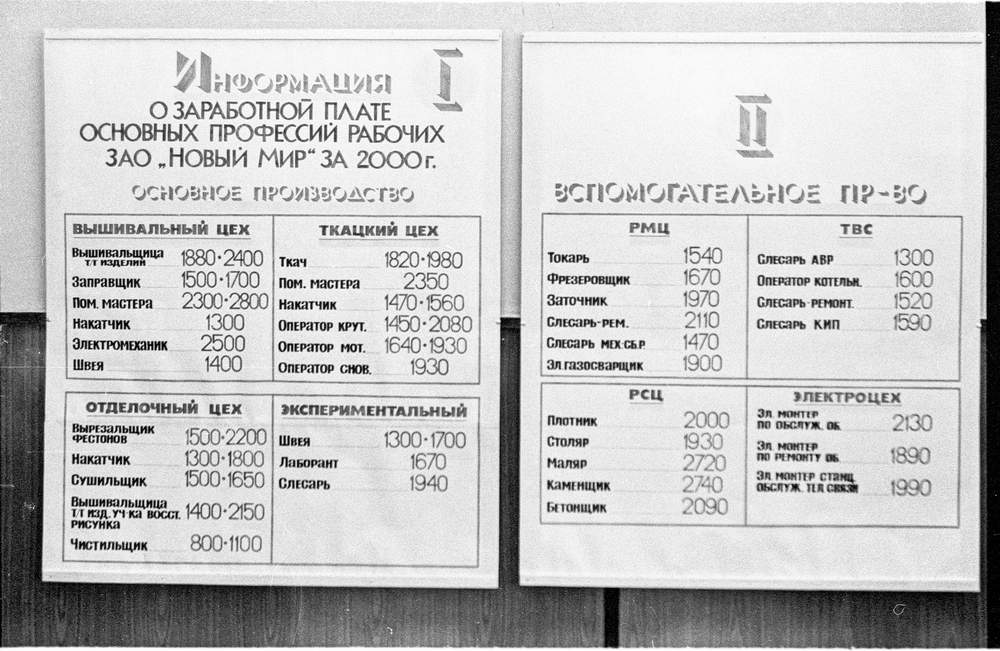
Заработная плата на вышивальной фабрике «Новый мир» в 2000 году

Статусная функция оплаты труда предполагает соответствие статуса, определяемого размером заработной платы, трудовому статусу работника. Под «статусом» подразумевается положение человека в той или иной системе социальных отношений и связей. Трудовой статус — это место данного работника по отношению к другим работникам как по вертикали, так и по горизонтали. Отсюда, размер вознаграждения за труд является одним из главных показателей этого статуса, а его сопоставление с собственными трудовыми усилиями позволяет судить о справедливости оплаты труда. Здесь требуется гласная разработка (при обязательном обсуждении с персоналом) системы критериев оплаты труда отдельных групп, категорий персонала с учётом специфики предприятия, что должно быть отражено в коллективном договоре (контрактах). Например, можно заложить распространённый в развитых капиталистических странах принцип трёхступенчатости:
- критерии экономической эффективности всего предприятия;
- аналогичные критерии для отдельных подразделений;
- индивидуализированные критерии, играющие большую стимулирующую роль (личный трудовой вклад, коэффициент трудового участия, «заслуги» и т. п.).

Нарушение справедливости оплаты труда чревато следующими последствиями: минимальным приложением усилий работником; потеря интереса к работе; поиском дополнительных доходов; воровство; интриги; увольнение.
Главная проблема и состоит в том, чтобы найти наиболее целесообразное сочетание коллективизма в работе, необходимого для успешной деятельности фирмы, и индивидуализма в заработной плате.
Статусная функция важна, прежде всего, для самих работников, на уровне их притязаний на зарплату, которую имеют работники соответствующих профессий в других фирмах, и ориентация персонала на более высокую ступень материального благополучия. Для реализации этой функции нужна ещё и материальная основа, которая воплощается в соответствующей эффективности труда и деятельности фирмы в целом.

### Регулирующая
Воздействует на отношение между спросом и предложением рабочей силы, на формирование коллектива, обеспечение его занятости. Эта функция выступает балансом между работниками и работодателем. Основа реализации функции — дифференциация в оплате труда по группам работников.

### Производственно-долевая
Определяет меру участия каждого работника в совокупных затратах на производство.

## Принципы заработной платы
1. Обеспечение равной оплаты за равный труд;
2. Дифференциация уровней оплаты труда;
3. Повышение реальной заработной платы;
4. Опережающий рост производительности труда над темпами роста заработной платы;
5. Осуществление оплаты в зависимости от количества и качества труда;
6. Материальная заинтересованность работников в результатах своего труда и деятельности предприятия;
7. Гарантия воспроизводства рабочей силы. На каждом предприятии устанавливается минимальный размер заработной платы работника, занятого простым трудом.[источник не указан 365 дней]

## Системы оплаты труда в России
Существует три системы оплаты труда:

### 1. Тарифная система оплаты труда
Тарифная система — совокупность нормативов, с помощью которых осуществляется дифференциация заработной платы работников различных категорий в зависимости от: сложности выполняемой работы, условий труда, природно-климатических условий, интенсивности труда, характера труда.
Формами тарифной системы являются: сдельная и повременная. Основным различием между ними является лежащий в их основе способ учёта затрат труда: при сдельной — учёт количества произведённой продукции надлежащего качества, либо учёт количества выполненных операций, при повременной — учёт проработанного времени.

#### Сдельная форма оплаты труда
Сдельная форма оплаты труда применяется в случаях, когда есть реальная возможность фиксировать количество показателей результата труда и нормировать его путём установления норм выработки и времени.
- Прямая сдельная оплата труда — при ней оплата труда рабочих повышается в прямой зависимости от количества выработанных ими изделий и выполненных работ, исходя из твёрдых сдельных расценок, установленных с учётом необходимой квалификации. Заработок по такой форме оплаты рассчитывается следующим образом:

Зпр.сд. = Ред. × В, где:
Ред. — расценка за единицу продукции;
В — выпуск.
Ред. = Тс × Нвр, где
Тс — тарифная ставка;
Нвр — норма времени.
Т.о. Зпр.сд. = Тс х Нвр × В, руб.
- Сдельно-премиальная оплата труда предусматривает премирование за перевыполнение норм выработки и конкретные показатели их производственной деятельности (отсутствие брака):

Зсд-прем. = Ред. × В + Премия, руб.
- Сдельно-прогрессивная оплата труда предусматривает оплату выработанной продукции в пределах установленных норм по неизменным расценкам, а изделия сверх нормы оплачиваются по повышенным расценкам согласно установленной шкале (но не свыше двойной сдельной расценки):

Зсд-прогр. = Ред. × Вн + (Р1 × В) + (Р2 × В), руб., где:
Вн — выпуск по норме;
Р1, Р2 — прогрессивные расценки, если выпуск больше нормы.
- Косвенно-сдельная оплата труда применяется для повышения производительности труда рабочих, обслуживающих оборудование и рабочие места. Труд их оплачивается по косвенно-сдельным расценкам из расчета количества продукции, произведенной основными рабочими, которых они обслуживают:

Зкосв-сд. = Ред. × Вф + Премия, руб., где:
Вф — фактическая выработка.
- Коллективно-сдельная оплата труда — при ней заработная плата определяется на весь коллектив и распределяется по решению коллектива. Заработок одного работника зависит от эффективной деятельности всего коллектива:

Зколлект-сд. = Ркол. × Вф + Премия, руб., где:
Ркол. — расценка по коллективу.
- Аккордная оплата труда — система, при которой оценивается комплекс различных работ с указанием предельного срока их выполнения:

Заккорд-сд. = Рна весь объем работ , руб.
- Оплата труда в процентах от выручки — при ней заработок зависит от объема реализации продукции предприятием:

З% выр. = Объем реализации × % платы, руб.

#### Повременная форма оплаты труда
При повременной оплате труда заработная плата работника определяется в соответствии с его квалификацией и количеством отработанного времени. Такая оплата применяется тогда, когда труд работника невозможно нормировать или выполняемые работы не поддаются учёту.
- Простая повременная оплата труда — оплата производится за определенное количество отработанного времени независимо от количества выполненных работ.

Зпрост. повр. = Тс × tф, руб., где:
tф — фактически отработанное время.
- Повременно-премиальная оплата труда — оплата не только отработанного времени по тарифу, но и премии за качество работы:

Зповр-прем. = Тс × tф + Премия, руб.
- Окладная оплата труда — при такой форме в зависимости от квалификации и выполненной работы каждый раз устанавливается оклад:

Зоклад. = Оклад, руб.
- Контрактная оплата труда — зарплата оговаривается в контракте:

Зконтр. = ∑по контракту, руб.

### 2. Бестарифная система оплаты труда
При использовании бестарифной системы оплаты труда заработок работника зависит от конечных результатов работы предприятия в целом, его структурного подразделения, в котором он работает, и от объема средств, направляемых работодателем на оплату труда.
Такая система характеризуется следующими признаками: тесной связью уровня оплаты труда с фондом заработной платы, определяемым по конкретным результатам работы коллектива; установлением каждому работнику постоянного коэффициента квалификационного уровня и коэффициента трудового участия в текущих результатах деятельности.
Таким образом, индивидуальная заработная плата каждого работника представляет собой его долю в заработанном всем коллективом фонде заработной платы:
Збестар. = ФОТ × Доля работника, руб..

### 3. Смешанная система оплаты труда
Смешанная система оплаты труда имеет признаки одновременно и тарифной, и бестарифной систем.
- Система плавающих окладов строится на том, что при условии выполнения задания по выпуску продукции в зависимости от результатов труда работников происходит периодическая корректировка тарифной ставки (оклада).
- Комиссионная форма оплаты труда применяется для работников отдела сбыта, внешнеэкономической службы предприятия, рекламных агентств и т.п:

Зкомис. = Прр × % комиссионный, руб., где:
Прр — прибыль от реализации продукции (товаров, услуг) данным работником.
- Дилерский механизм заключается в том, что работник за свой счет закупает часть продукции предприятия, которую затем сам же и реализует. Разница между фактической ценой реализации и ценой, по которой работник рассчитывается с предприятием, представляет собой его заработную плату:

Здилерск. = Прр — Цена, руб.
В последние годы крупные компании отказываются от повременной системы оплаты труда. При этом система материального стимулирования ориентируется на фактическую квалификацию работника (на основании выполняемой работы). На таких предприятиях работники получают фиксированное жалованье за квалификацию, а не за часы, проведенные на рабочем месте.
Вне зависимости от выбранной формы система начисления и выплаты заработной платы должна быть понятна работникам, чтобы они могли рассчитать, что нужно сделать для достижения определенного результата и какую сумму он получит. Если такая возможность отсутствует из-за сложности системы, отсутствия четких критериев, субъективности руководителя и т. д., то работник вряд ли будет стремиться прилагать максимум усилий для выполнения возложенных на него задач.

## Заработная плата в экономической теории
Кроме классических определений, в экономике встречаются другие понятия, связанные с заработной платой.
Денежная заработная плата — заработная плата, выраженная исключительно в денежных показателях, то есть без учета инфляции. Таким образом, увеличение денежной заработной платы не всегда ведёт к улучшению благосостояния трудящегося (из-за роста инфляции).
Реальная заработная плата — заработная плата, выраженная в материальных благах и услугах. Рост реальной заработной платы определяется отношением номинальной заработной платы к индексу цен товаров и тарифов услуг. Реальная заработная плата уменьшается с каждым повышением цен на популярные товары и услуги.
Эти понятия широко используются в теории занятости.
Исследования зависимости зарплаты от различных факторов проводится в экономике труда, основателем современного этапа которой является Минсер. Ему принадлежит одно из наиболее широко применяемых в экономике эмпирически определенных уравнений (уравнение Минсера), выражающих зависимость среднего размера заработной платы от уровня образования и стажа:
{\displaystyle \ln y=\ln y_{0}+rS+\beta _{1}X+\beta _{2}X^{2}},
где {\displaystyle y} — средний размер заработной платы, {\displaystyle y_{0}} — величина заработной платы без стажа и образования, {\displaystyle S} — количество лет обучения, {\displaystyle X} — количество лет потенциального опыта на рынке труда.

## Средняя, модальная и медианная зарплата
Средняя зарплата — показатель вычисляемый как среднее арифметическое значение заработных плат, когда фонд оплаты труда делится на количество сотрудников. Этот средний показатель слабо отражает реальную заработную плату отдельных работников или групп населения, поскольку все значения выплат — от самых крупных до самых скромных — усредняются.  Это как "на основе средней температуры по больнице судить о состоянии здоровья пациентов".
Медианная зарплата — это срединная зарплата, при которой половина (50%) работников получает больше этой суммы, а другая половина (50%) – меньше её. Медианную зарплату используют для маркетингового анализа. Она помогает оценить потребительский спрос.
Модальная заработная плата — наиболее часто встречающаяся зарплата. То есть наиболее распространенная в выборке. Данной суммой и оплачивается труд самой многочисленной группы работников..

## Минимальная заработная плата в России
Минимальная заработная плата — официально установленный государством минимальный уровень оплаты труда на предприятиях любой формы собственности в виде наименьшей месячной ставки или почасовой оплаты. Работник, который трудился по 40 часов в неделю, в месяц не может получить заработную плату в размере ниже МРОТ или МЗП. При этом, нельзя установить работнику оклад ниже МРОТ и повысить сумму до минимальной за счет доплат, например за сверхурочную работу или работу с государственной тайной. Такое решение приняли судьи Конституционного суда, постановление КС от 11.04.2019 № 17-П.
МЗП — размер минимальной заработной платы, который устанавливают чиновники в регионах. Размер МЗП не может быть ниже МРОТ.  
Значение минимальной заработной платы не всегда привязано к величине прожиточного минимума. Оно определяется в каждый период времени финансовыми возможностями государства, периодически изменяется (номинально всегда повышается).
Номинал минимальной платы (МРОТ) используется для исчисления размеров государственных налогов, платежей, штрафов. Например, раньше штраф за переход улицы в неустановленном месте составлял 1/10 минимальной заработной платы. К минимальной заработной плате привязывается и величина подоходного налога с физических лиц.